# Китайски алигатор
Китайският алигатор (Alligator sinensis) е един от двата съвременни представителя на род алигатор от семейство Алигаторови (Alligatoridae). Среща се единствено в Китай и затова е наречен по този начин. В сравнение с другия представител на същия род – американски алигатор (Alligator mississippiensis), китайският е по-дребен и достига средно на дължина до около 1,5 m

## Разпространение и местообитание
Първоначално е бил разпространен широко в Китай, но съвременният му ареал е стеснен значително до около 200 индивида (от които само 50 полово зрели) в различни блата на река Яндзъ в провинциите Дзянсу, Джъдзян и Анхуей. Стесняването на естественото му обитание е вследствие на използването на земите за земеделие и тровенето на гризачи (мъртвите биват поглъщани от алигаторите). Много малко гнезда на китайски алигатори се откриват всяка година, и единствено процент от тях дават ново поколение.

## Природозащитен статут
Китайският алигатор е критично застрашен вид според IUCN. Съгласно конвенцията за международна търговия с изчезващи видове от дивата флора и фауна, търговията и износа на китайския алигатор е сериозно ограничен. Въпреки тези мерки, числеността му намалява. Усилията за опазването му са насочени в реинтродуциране към естествена среда на животни отглеждани в изкуствени условия, но опитите от подобен род нямат голям успех.